# Torneio Internacional da Colômbia de 1964
O Torneio Internacional da Colômbia  ou Torneio Triângular de Medelin foi um torneio de caráter amistoso, realizado na Colômbia, no ano de 1964.

## Jogos do campeão
- 09 de fevereiro de 1964

 Flamengo 2 X 1  Atlético Nacional
- 13 de fevereiro de 1964

 Flamengo 1 X 0  Independiente Medelin

## Campeão
| Torneio Internacional da Colômbia de 1964 |
| ----------------------------------------- |
| Flamengo Campeão                          |